# Gilberto Hidalgo
Gilberto Hidalgo (Contamana, Perú, 25 de junio de 1961) es un exárbitro peruano de fútbol. 

## Carrera
Fue futbolista en su juventud en la posición de arquero. Su primer club fue Santa Rosa de la Liga de Ventanilla y, tras pasar por otros clubes de esa liga, a los 24 años empezó su carrera arbitral. Se convirtió en árbitro FIFA en 1999.
Dirigió el partido de vuelta de la final de la Copa Libertadores 2001 entre Boca Juniors y Cruz Azul disputado en el Estadio Alberto J. Armando de Argentina. Ese mismo año dirigió también el partido de vuelta de la final de la Copa Merconorte 2001 entre Millonarios y Emelec en el Estadio George Capwell de Guayaquil.

## Participación en torneos de Conmebol
- Campeonato Sudamericano Sub-17 de 1999
- Copa América Paraguay 1999.
- Copa América Colombia 2001.
- Copa América Perú 2004.
- Torneo Preolímpico Sudamericano Sub-23 de 2004